# 荏原出入口
荏原出入口（えばらでいりぐち）は、東京都品川区にある首都高速道路2号目黒線のインターチェンジである。上り方向（一ノ橋JCT）方面の出入口のみ設置されているハーフインターチェンジである。

## 接続する道路
- 東京都道2号東京丸子横浜線

国道1号（第二京浜）に接続する戸越出入口は至近にある。

## 周辺
中原街道沿いに高層マンションが建ち並んでいる。戸越銀座商店街も近い。
- 東急池上線戸越銀座駅
- 星薬科大学
- ザンビア大使館
- ホテルルートイン五反田
- TOCビル
- 桐ヶ谷斎場

## 隣
首都高速2号目黒線
(203)目黒出入口 - (207)荏原出入口